# Plectonchus sucicola
Plectonchus sucicola är en rundmaskart. Plectonchus sucicola ingår i släktet Plectonchus och familjen Panagrolaimidae. Inga underarter finns listade i Catalogue of Life.